# Любомир Илиев (математик)
 Тази статия е за математика.  За преводача вижте Любомир Илиев.  
Любомир Илиев е български учен математик, академик на БАН. Той е сред пионерите в създаването и развитието на изчислителната техника и информатиката в България.

## Биография
Роден е във Велико Търново на 20 април 1913 г. През 1936 г. завършва математика в Софийския университет. Работи в областта на комплексния анализ. Специализира в Мюнхен. От 1938 г. е доктор на математическите науки, от 1952 г. – професор и ръководител на Катедрата по висш анализ на Софийския университет. От 1958 г. е член-кореспондент на БАН, а от 1967 г. – академик.
Любомир Илиев е пионер в развитието на компютърните науки в България. Основава първия изчислителен център в България през 1961 г. като част от Математическия институт на БАН. Основава и ръководи колектив, който през 1963 г. създава първия български компютър „Витоша“. По негова инициатива започва разработката на първия български калкулатор ЕЛКА в Математическия институт на БАН. Участва активно в създаването на Международната организация по обработка на информацията (IFIP) и става неин вицепрезидент (1972–1977).
Инициатор е за възстановяването на дейността на Балканския математически съюз.
Заема редица отговорни постове: главен научен секретар и заместник-председател на БАН, председател на Висшата атестационна комисия; директор на Института по математика на БАН; главен редактор на математическите списания „Сердика“ и „Плиска“, председател на Съюза на математиците в България и председател на Балканския математически съюз, председател на Научния съвет на Международния математически център „Стефан Банах“ във Варшава (1972–1977). Акад. Илиев е дългогодишен заместник-председател на Съюза на научните работници в България (днес Съюз на учените в България) и председател на СУБ (1986–1989).
Има над 200 публикации и монографии, публикувани и цитирани в България и чужбина.
Умира на 6 юни 2000 г.

## Признание и награди
Любомир Илиев е чуждестранен член на Академията на науките на СССР (сега РАН), на Академията на науките на ГДР, почетен член на Унгарската академия на науките, доктор хонорис кауза на Техническия университет в Дрезден.
За дейността си е удостояван с много награди, сред които от особено значение е наградата „Ауербах“ на името на първия президент на IFIP. Акад. Илиев заедно с акад. Ангел Ангелов са сред удостоените с наградата „Computer Pioneer“ (1996) на IEEE Computer Society за развитието на компютърните науки и производство в България.

## Посмъртно признание
ЮНЕСКО отбелязва 100-годишнината от рождението на акад. Любомир Илиев (решението е взето на 36-а сесия на Генералната конференция на ЮНЕСКО, 25 октомври – 10 ноември 2011 г. в Париж).

## Списък на научните трудове на  проф. Любомир Илиев на чужди езици
1.    Приложение одной теоремы Г.М.Голузина об однолистных функциях, ДАН СССР, 69, 491 (1941)
2.    О конечныха суммах, однолистных функций, ДАН СССР, 70, 9 (1950)
3.    О Трижды, симетричных однолистных финкциях, ДАН, СССР, 79, 9 (1951)
4.    Теоремы о трижды симметричных однолистных функциях ДАН СССР, 84,9 (1952)
5.    Ряды по многочленам Фабера, коеффиценты, которых принимают конечно число значение,  ДАН СССР, 90, 499, (1953)
6.    Теорема об однолистности конечных сумм трижди симметричныйх однолистных функций , ДАН ССР, 100,621 (1955)

## Списък на научните трудове на проф. Любомир Илиев на български език
1. Върху нулите на някои класи от полиноми и цели функции (докторска дисертация), София 1940[5]
2. Върху трисиметричните еднолистно функции, Известия на Математическия институт на БАН, кн1, 27 (1953)
3. Аналитично непродължаеми редове по полиноми на Фабер, Известия на Математическия институт на БАН кн.1, 35(1953)
4. Тригонометрични интеграли, които представят цели функциии със само реални нули, Известия на Математическия институт на БАН кн. 2, 147, (1954)[5]
5. Тригонометрични полиноми с монотонни редици на коефицентите, Годишник на Софийския университет, Физико-математически факултет, 38, кн1, 1987 (1941-1942)
6. За особените точки върху периферията на кръга на сходимост на един степенен ред, Годишник на Софийския университет, Физико-математически факултет, 41, кн 1, 32 (1944-1945)
7. Аналитично непродължаеми степенни редове, Годишник на Софийския университет, Физико-математически факултет, 42, кн1, 83 (1945-1946)[6]
8. Върху един проблем на Д. Помпею, Годишник на Софийския университет, Физико-математически факултет, 42, кн 1, 239 (1945-1946)
9. Принос към проблема на D. Pompeiu, Годишник на Софийския университет, Физико-математически факултет, 44 кн. 1 309 (1947-1948)
10. Върху Разпределението на нулите на една класа, цели функции,  Годишник на Софийския университет, Физико-математически факултет, 44, кн 1, 143 (1947-1948)
11. Примери от развитието на математичния анализ, които осветляват естеството на математичното творчество (встъпителна лекция),  Годишник на Софийския университет, Физико-математически факултет, 44, кн 1 83 (1947-1948)
12. Към теорията на еднолистните функции, Годишник на Софийския университет, Физико-математически факултет, 45 кн 1, 115 (1948-1949)
13. Теореми върху парциалните  суми на еднолистните функции, Годишник на Софийския университет, Физико-математически факултет, 46 кн.1, 153 (1949)[6]
14. Върху парциалните суми на еднолистните функции, които изобразяват единичиня кръг конвексно, Годишник на Софийския университет, Физико-математически факултет, 46, кн 1., 147 (1949-1950)